# Abas (Berg)
Abas (altgriechisch Ἄβας) ist in der griechischen Mythologie ein Berg auf der nahe Gadeira gelegenen Insel Erytheia, die Wohnsitz des Geryon war. Herakles hatte als zehnte Arbeit im Dienst des Eurystheus die Rinder des Geryon zu entwenden und lagerte, als er nach Erytheia kam, zuerst auf dem Berg Abas, ehe er an die Verwirklichung des Rinderraubes schritt.